# Kumafos
Kumafos – organiczny związek chemiczny, insektycyd fosforanoorganiczny należący do grupy estrów kwasu tiofosforowego.
Jest substancją czynną w preparacie Perizin do zwalczania warrozy u pszczół.